# 自己制御性
自己制御性（じこせいぎょせい、英語: Self Regulating Characteristics）とは、原子炉において、外部からの制御に依らず、核分裂反応の進行を安定させる自然の特性。
核分裂反応が進行し過出力になると、炉心の温度が上昇してボイド（蒸気）が増加する。炉内の容積は一定であるのでボイドの増加分だけ減速材である軽水が少なくなり、高速中性子が熱中性子に減速されず、結果として核分裂反応の進行が抑えられる。
逆に核分裂反応が弱まり低出力になると、炉心の温度が下降しボイドが減少する。減速材である軽水が増え、高速中性子が熱中性子に減速され、核分裂反応が進行する。
この自己制御性は、負の反応度フィードバックとも言われる。また、正の反応度フィードバックでは、過出力時には核分裂の進行を、低出力時には核分裂の減退を招き、炉は非常に不安定になる。正の反応度フィードバック特性を持った原子力発電所には、チェルノブイリ原子力発電所のRBMK型や高速増殖炉などがある。

## 関連記事
- 原子力発電
- 沸騰水型原子炉